# Kliwed
Kliwed is een bestuurslaag in het regentschap Indramayu van de provincie West-Java, Indonesië. Kliwed telt 3189 inwoners (volkstelling 2010).